# Spilogona marriotti
Spilogona marriotti är en tvåvingeart som beskrevs av Zielke 1970. Spilogona marriotti ingår i släktet Spilogona och familjen husflugor. Inga underarter finns listade i Catalogue of Life.